# West Arkeen
Aaron West Arkeen (* 18. Juni 1960 in Neuilly-sur-Seine; † 30. Mai 1997 in Los Angeles), meist nur West Arkeen, war ein US-amerikanischer Musiker, welcher besonders durch seine Tätigkeit als Songschreiber für die US-amerikanische Hard-Rock-Band Guns N’ Roses bekannt wurde. Hierbei hatte Arkeen besonders an den Songs It's So Easy, The Garden und Pretty Tied Up maßgeblichen Anteil. Außerdem schrieb Arkeen Songs für Asphalt Ballet und Brother Cane.
In Frankreich geboren, wuchs Arkeen in San Diego auf. In der Folge von nur einer einzigen Gitarrenstunde brachte er sich das Spielen dieses Instruments selbst bei. 1981, im Alter von 21 Jahren, ging Arkeen nach Los Angeles, um dort den musikalischen Durchbruch anzustreben. Nachdem er sich einige Jahre relativ erfolglos in der örtlichen Szene über Wasser halten konnte, lernte er die zukünftigen Mitglieder von Guns N’ Roses kennen, mit welchen er fortan eng assoziiert blieb.
Nachdem der Boom um Guns N’ Roses Mitte der 1990er Jahre aufhörte, weil sich die einzelnen Mitglieder mittlerweile zerstritten hatten, gründete Arkeen 1995 zusammen mit Mike Shotton (Gesang), Jamie Hunting (Bass), Gregg Buchwalter (Keyboards), Joey Hunting (Rhythmusgitarre) und Abe Laboriel (Schlagzeug) seine eigene Band The Outpatience, in welcher er selbst die Leadgitarre übernahm.
Ende 1996 veröffentlichte The Outpatience sein Debütalbum Anxious Disease. Anxious Disease enthielt dabei Gastauftritte der Guns-N’-Roses-Mitglieder Axl Rose, Slash, Duff McKagan und Izzy Stradlin. Außerdem wirkte Steve Stevens, der Gitarrist von Billy Idol, mit. Dennoch fand das Album relativ wenig Beachtung in der internationalen Musikszene.
West Arkeen starb bereits eineinhalb Jahre nach der Veröffentlichung von Anxious Disease, im Mai 1997, in Los Angeles an einer Überdosis Drogen, weshalb das Album das zugleich erste und letzte Werk von The Outpatience bleiben sollte.